# Edgard Derouet
Pour les articles homonymes, voir Derouet.
Edgard Derouet est un affichiste français né le 26 octobre 1910 à Saint-Denis-en-Val (Loiret) et mort le 14 octobre 2001 à Eaubonne (Val-d'Oise).
Actif de 1933 à 1955, il a réalisé, le plus souvent en collaboration, plus d'une centaine d'affiches, dont une trentaine pour le cinéma (notamment pour La Ruée vers l'or en 1945), et une célèbre série pour la Loterie nationale française.

## Biographie
Edgard Derouet est né le 26 octobre 1910 à Saint-Denis-en-Val dans le département du Loiret, où son père était garde-chasse au château de Melleray. En 1920, ses parents s'installent à Paris, dans un bar-tabac de la rue de Clichy.
Les moyens de ses parents ne lui permettant pas de faire une école de Beaux-Arts, il travaille d'abord au service de photogravure du Matin, tout en prenant des cours du soir. Il fait la connaissance de Géo Ham en 1924 et devient l'élève de l'affichiste Paul Colin en 1929. Sa carrière est lancée. Il rentre la même année comme dessinateur aux Éditions Île-de-France, où il restera jusqu'en 1933.

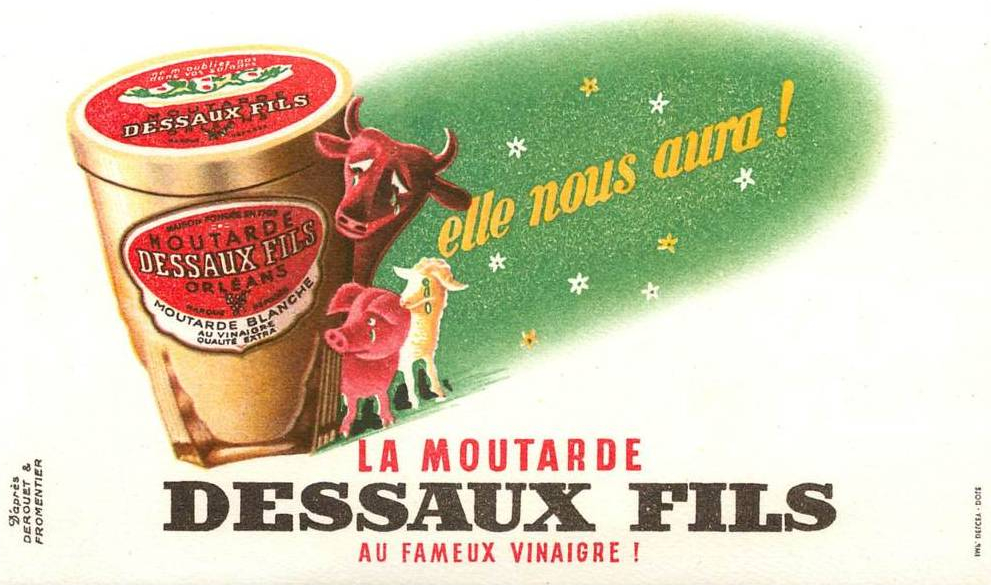
Publicité pour la moutarde Dessaux.

Il remporte plusieurs concours : pour le Salon de la coiffure et de la parfumerie en 1931, pour le 32e Concours Lépine en 1934, et surtout pour la Loterie nationale française, pour laquelle il crée en 1936 un homme en costume noir bondissant de joie, qu'il aura l'occasion de reprendre plusieurs fois. Il réalise des affiches pour la tisane Boldoflorine, la moutarde Dessaux fils (sur laquelle un mouton, un bœuf et un cochon contemplent tristement un pot de moutarde avec le slogan « Elle nous aura ! »), les Fêtes johanniques d'Orléans 1953, la Foire de Paris 1954, etc. Il travaille seul ou en collaboration, avec Georges Grillères († en 1937), puis Charles Lesacq († en 1940), et, à partir de 1941, Robert Clavel et Paul Fromentier.
Derouet continue son activité durant l'occupation allemande, réalisant des affiches de propagande pour le Régime de Vichy et pour le cinéma (Scandale à Vienne (en) et Remorques en 1941, Simplet et L'assassin habite au 21 en 1942). Après la guerre, il réalise celle du film de Chaplin La Ruée vers l'or, pour sa ressortie française en version parlante (1945),.
Il cesse de dessiner en 1954, en devenant directeur commercial de l'Imprimerie Bedos & Cie, spécialisée dans les affiches. Il prend sa retraite en 1980. Il reçoit en 1992 la médaille de la ville de Paris.
Edgard Derouet est mort le 14 octobre 2001 à Eaubonne, dans le Val-d'Oise. Il est enterré à Saint-Cyr-en-Val (Loiret).
Une exposition lui a été consacrée du 17 mai au 25 juin 1994 à la Bibliothèque Forney à Paris.